# Мариза

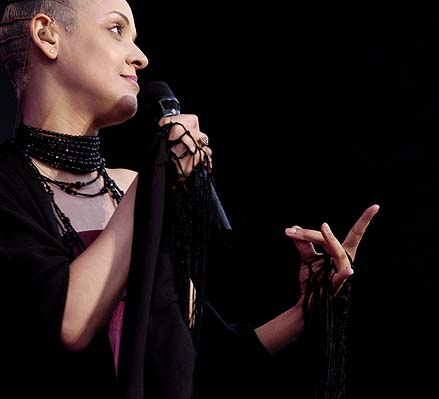
Мариза, 2004 год

Мари́за (Mariza, полное имя — Мари́за дуж Ре́йш Ну́неш, порт. Marisa dos Reis Nunes) — португальская певица, исполнительница фаду. Самая успешная исполнительница в этом жанре после Амалии Родригиш, «сенсация в мире музыки», по словам английской The Independent.

## Биография
Родилась 16 декабря 1973 года в Лоренсу-Маркише (ныне Мапуту, Мозамбик). В трёхлетнем возрасте переехала с родителями в Лиссабон. Первый альбом Fado em Mim вышел в 2001 году и сразу же принёс певице большую популярность (продано более 30 тыс. копий). В 2002 году на чемпионате мира по футболу она исполняла гимн Португалии перед матчем сборных Португалии и Южной Кореи. В том же году на Летнем музыкальном фестивале в Квебеке была удостоена первой премии — Most Outstanding Performance. Британская радиостанция BBC Radio 3 трижды признавала Маризу лучшей европейской исполнительницей этнической музыки (2003, 2005, 2006).
Второй альбом Fado Curvo вышел в 2003 году и занял шестое место в Top Billboard of World Music.
В 2004 году на Олимпийских играх в Афинах она исполняла в дуэте со Стингом песню A Thousand Years, вошедшую в официальный альбом Олимпийских игр Unity. В этом же году она получила European Border Breakers Award. В декабре 2004 года Мариза дала два концерта в Московском международном Доме музыки.
Третий альбом Transparente был записан в 2005 году и выпущен в Бразилии. Он занял первое место в хит-парадах в Португалии и вошёл в десятку самых популярных альбомов в других европейских странах. В июле 2005 года была почётным гостем на музыкальном фестивале Live 8. В этом же году португальское отделение UNICEF присвоило Маризе почётное звание Посол доброй воли.
В 2006 году в Австралии получила премию Helpmann Awards в номинации Best International Contemporary Concert, а в Португалии — национальный «Золотой глобус» в номинации «лучший индивидуальный исполнитель».

## Дискография
- 2001 — Fado em Mim (четыре платиновых диска)
- 2003 — Fado Curvo (четыре платиновых диска)
- 2004 — Live in London (платиновый диск)
- 2005 — Transparente (три платиновых диска)
- 2006 — Concerto em Lisboa
- 2008 — Terra
- 2010 — Fado Tradicional
- 2013 — Live at Philharmonie im Gasteig in Munich
- 2014 — Best of Mariza
- 2015 — Mundo
- 2018 — Mariza